# Ensemble Vocapella Limburg

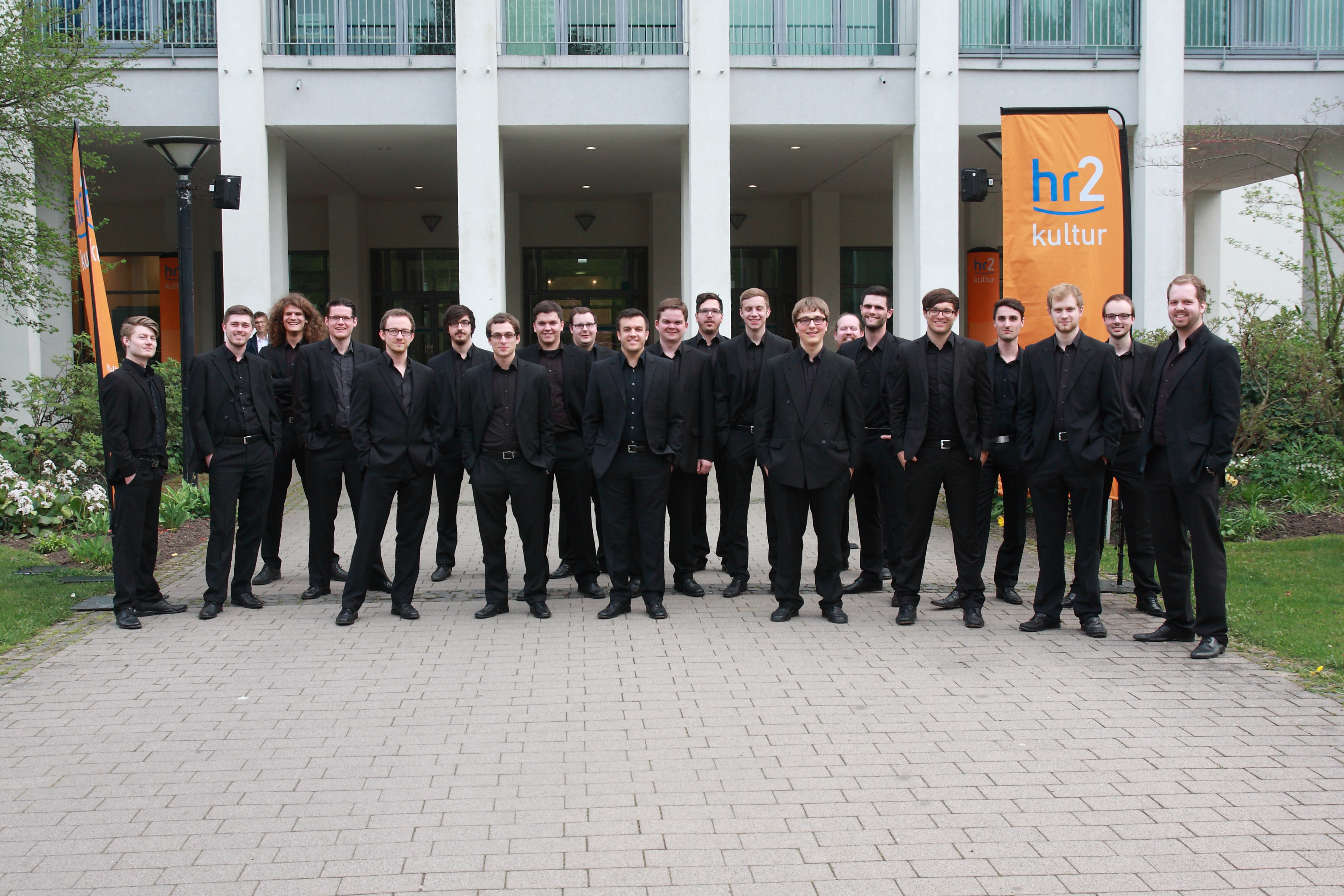
Jeunes hommes de la region Limbourg-sur-la Lahn d'orgine commune est un chœur de garçons qui s'adonnent au chant

 (janvier 2015).
 (avril 2017).
Si vous disposez d'ouvrages ou d'articles de référence ou si vous connaissez des sites web de qualité traitant du thème abordé ici, merci de compléter l'article en donnant les références utiles à sa vérifiabilité et en les liant à la section « Notes et références ».
L'Ensemble Vocapella Limburg se compose de jeunes hommes de la région de Limbourg-sur-la-Lahn (en allemand : Limburg an der Lahn) (près de Francfort) dont l’origine commune est un chœur de garçons de Limbourg, les Limburger Domsingknaben, et qui s‘adonnent au chant de chœur d'hommes exigeant sous la direction de Tristan Meister.

## Historique
En 2007, les membres de l’ensemble se sont rassemblés pour les premières répétitions. Un an après, ils ont choisi leur nom officiel, puis ont fait leurs premières apparitions publiques, qui ont eu lieu principalement dans leur région d’origine. Entre-temps le chœur a acquis une réputation excellente[réf. nécessaire] et est régulièrement invité à donner des concerts et à accompagner des messes en Allemagne et à l’étranger. De plus, il y a eu des tournées non seulement à travers l’Allemagne mais aussi au Brésil, en Argentine, au Paraguay, en Hongrie et en Belgique.
L'Ensemble Vocapella Limburg produit en 2012 et publie leur premier CD comportant la littérature romantique pour chœur d'hommes sous le titre In der Ferne (Au loin). En mars 2013, les chanteurs ont pris part au 14e Concours International de Chant Choral à Budapest, où ils ont fini premiers dans leur catégorie et ont reçu un diplôme d'or. En novembre 2013, le chœur a gagné le Concours de Chant Choral Hessois avec le maximum de points attribués dans tout le concours. En mai 2014, lors du 9e Concours National de Chant Choral de l'Allemagne à Weimar (qui a lieu seulement tous les quatre ans) l'Ensemble Vocapella Limburg a remporté la victoire de sa catégorie avec un premier prix. En plus, le chœur a reçu un prix spécial pour la meilleure interprétation d'une œuvre contemporaine et un second prix spécial accordé par le label Rondeau comprenant la production complète d'un CD.
Le répertoire du jeune ensemble comporte de la littérature sacrée et profane pour chœur d’hommes de toutes les époques. Il couvre des œuvres de la renaissance de Hassler ou de Palestrina aussi bien que des compositions romantiques de Schubert, Schumann et Mendelssohn ainsi que des œuvres et des arrangements contemporains tout en attribuant une grande importance également à la chanson populaire traditionnelle.